# John Waite

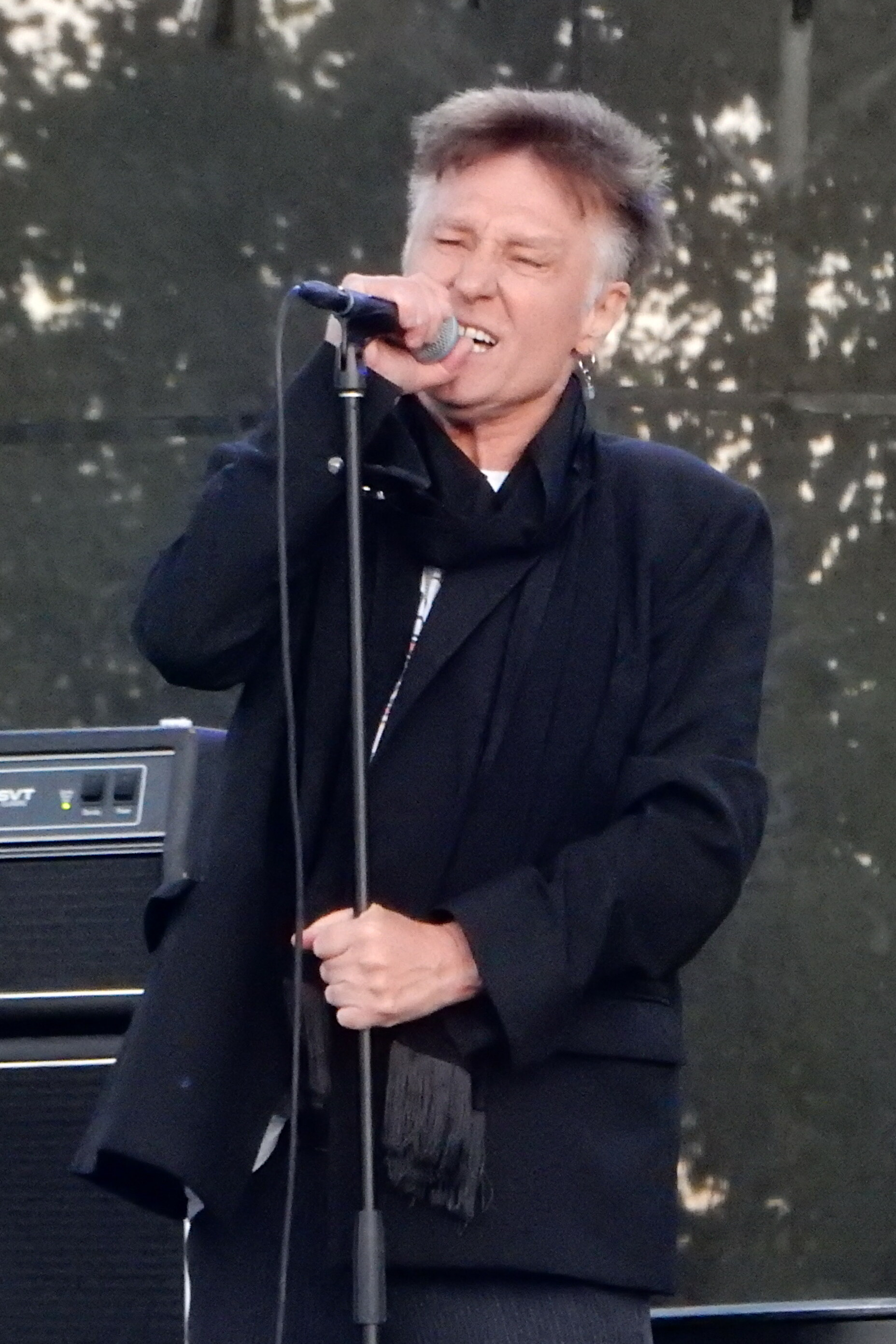
John Waite, 2021

John Charles Waite (* 4. Juli 1952 in Lancaster) ist ein britischer Rocksänger, Musiker und Songschreiber. Sein größter Hit war die 1984er Single Missing You.

## Werdegang

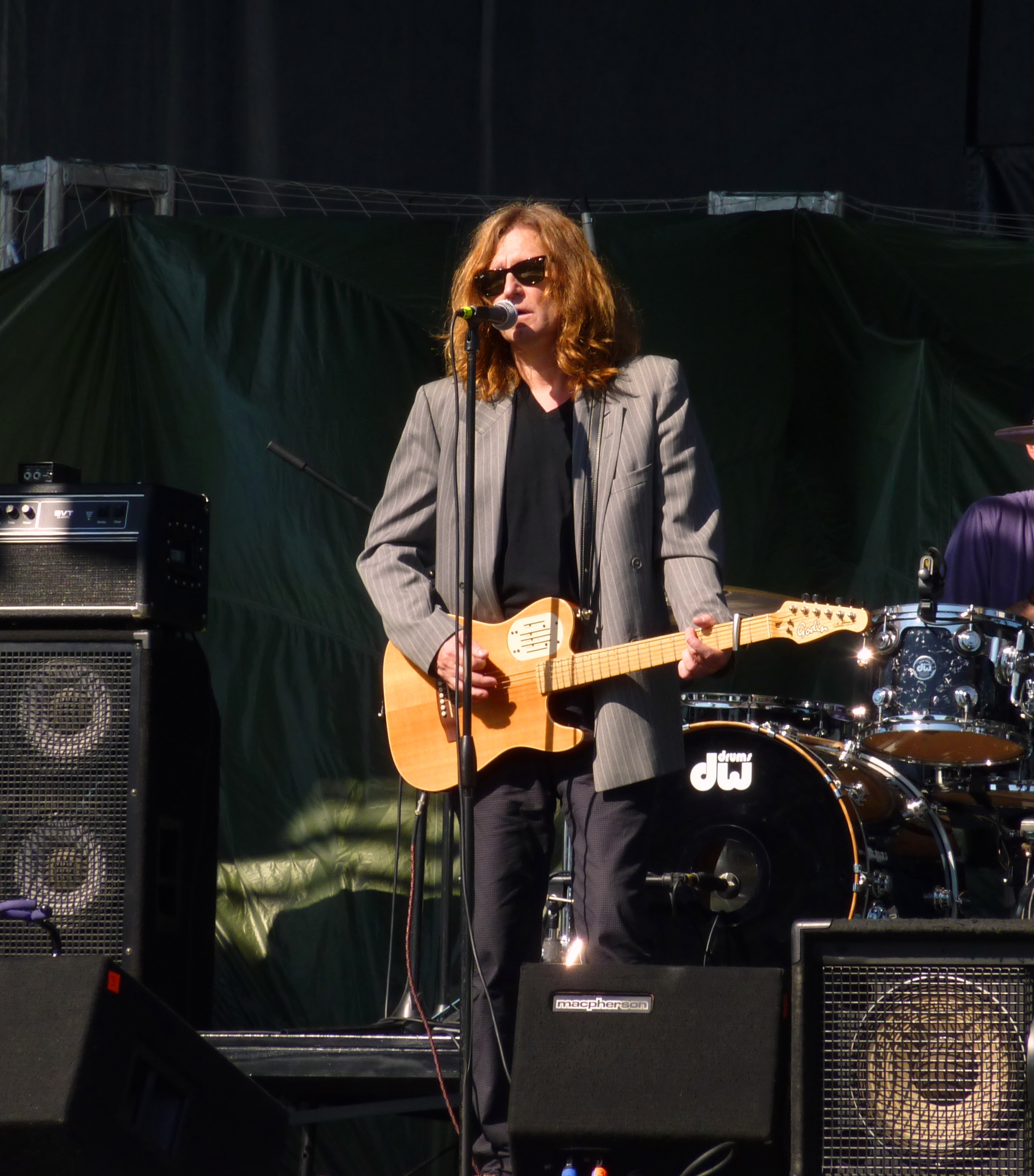
John Waite, 2011

1976 war Waite Gründungsmitglied der britischen Band The Babys und wurde deren Leadsänger. 1981 trennte sich die Gruppe. Waite startete seine Solokarriere mit dem 1982er Album Ignition, aus dem die Single Change ausgekoppelt wurde. Das zweite Album, No Brakes, machte ihn international bekannt. Es enthielt den Hit Missing You, der es auf Platz 1 der US-Charts schaffte, aber auch in Europa hohe Chartnotierungen erreichte. Bis 1987 erschienen zwei weitere Alben, Mask of Smiles und Rovers Return, die mehrere erfolgreiche Singles enthielten.
1988 unterbrach Waite seine Solokarriere, um als Leadsänger bei der neu formierten Band Bad English anzuheuern, zu der auch der Journey-Gitarrist Neal Schon und der Journey-Keyboarder Jonathan Cain gehörten. Nach zwei Single-Hits und einem Platin-Album trennte sich die Gruppe 1991. Erst 1995 kam eine neue John-Waite-LP in die Läden. Das Album Temple Bar konnte aber nicht an die alten Erfolge anknüpfen. Bis 2006 gab es fünf weitere Alben, danach eine fünfjährige Produktionspause. 2011 veröffentlichte Waite das Album Rough and Tumble.

## Diskografie

### Alben
- 1982: Ignition
- 1984: No Brakes
- 1985: Mask of Smiles
- 1987: Rovers Return
- 1995: Temple Bar
- 1997: When You Were Mine
- 2001: Figure in a Landscape
- 2004: The Hard Way
- 2006: Downtown: Journey of a Heart
- 2010: In Real Time
- 2011: Rough and Tumble

### Kompilationen
- 1992: Essential – 1976–1986
- 1996: Falling Backwards: The Complete John Waite, Volume One
- 2001: Live & Rare Tracks
- 2014: Wooden Heart (Acoustic Volume 1)
- 2017: Wooden Heart (Acoustic Volume 2)
- 2021: Wooden Heart Acoustic Anthology Volumes 1 2 3

### Singles
- 1982: Change
- 1983: Hanging On by a Thread (A Sad Affair of the Heart) (Kim Carnes mit John Waite)
- 1984: Missing You
- 1984: Tears
- 1984: Restless Heart
- 1984: Dark Side of the Sun
- 1985: Change
- 1985: Every Step of the Way
- 1985: Welcome to Paradise
- 1985: Just Like Lovers
- 1986: If Anybody Had a Heart
- 1986: The Choice
- 1987: These Times Are Hard for Lovers
- 1987: Don’t Lose Any Sleep
- 1990: Deal for Life
- 1991: Time Stood Still (Bad English feat. John Waite)
- 1991: So This Is Eden (Bad English feat. John Waite)
- 1991: The Time Alone with You (Bad English feat. John Waite)
- 1993: In Dreams
- 1995: How Did I Get By Without You
- 1995: Ain’t No Sunshine
- 2001: Fly
- 2001: Keys to Your Heart
- 2007: Missing You 2007 (Alison Krauss and John Waite)

### EP
- 2022: Anything